# Episodi di Insecure (terza stagione)
La terza stagione della serie televisiva Insecure, composta da 8 episodi, è stata trasmessa sul canale statunitense HBO dal 12 agosto al 30 settembre 2018.
In Italia, la stagione è stata interamente pubblicata l'8 febbraio 2019 sul servizio on demand Sky Box Sets.
| nº | Titolo         | Prima TV USA      | Pubblicazione Italia |
| -- | -------------- | ----------------- | -------------------- |
| 1  | Better-Like    | 12 agosto 2018    | 8 febbraio 2019      |
| 2  | Familiar-Like  | 19 agosto 2018    | 8 febbraio 2019      |
| 3  | Backwards-Like | 26 agosto 2018    | 8 febbraio 2019      |
| 4  | Fresh-Like     | 2 settembre 2018  | 8 febbraio 2019      |
| 5  | High-Like      | 9 settembre 2018  | 8 febbraio 2019      |
| 6  | Ready-Like     | 16 settembre 2018 | 8 febbraio 2019      |
| 7  | Obsessed-Like  | 23 settembre 2018 | 8 febbraio 2019      |
| 8  | Ghost-Like     | 30 settembre 2018 | 8 febbraio 2019      |